# Шати
Шати — багате, розкішне святкове вбрання або одяг певного призначення .
Сьогодні найчастіше зустрічаються як літургійний одяг служителів релігій та культів .